# Soustelle (Gard)
Soustelle é uma comuna francesa na região administrativa de Occitânia, no departamento de Gard. Estende-se por uma área de 11,09 km². Em 2010 a comuna tinha 125 habitantes (densidade: 11,3 hab./km²).